# Castillo de Jévar
El castillo de Jévar, situado en Antequera (provincia de Málaga), es un Bien de Interés Cultural, con la tipología de zona arqueológica. Se trataba de una fortaleza de doble recinto irregular, relativamente pequeña, bien construida con muros de mampostería muy regulares con aparejo bien dispuesto en hiladas de piedras calizas.

## Historia
A comienzos del siglo XV, el castillo formaba parte del cinturón defensivo de la Antequera islámica, junto con los de Aznalmara y Cauche, rendidos junto con la ciudad en 1410. Las crónicas de Juan II relatan con detalle esta circunstancia cuando, tras la toma del recinto exterior, los musulmanes se refugiaron en la torre del homenaje, causando importantes bajas entre los asaltantes que tuvieron que permitir la huida nocturna de los defensores, desamparando la torre. El infante Fernando dejó por alcalde a Pero Sánchez Escobar, dándole paga para seis caballeros y treinta peones, aunque de nuevo fue recuperado por los nazaríes quienes posteriormente lo abandonaron no sin antes haberlo destruido. Sería finalmente Rodrigo de Narváez, alcalde de Antequera, quien vuelva a repararlo dejando una guarnición de 100 caballeros y 100 peones. Desde este momento Jévar se convirtió en enclave fronterizo vinculado militarmente al alcaide de Antequera. El 20 de marzo de 1442, Juan II hizo merced a esta ciudad de los castillos de Cauche, Jévar y Aznalmara, los cuales debieron pasar momentos muy difíciles entre 1443 y 1446, cuando la fortaleza antequerana sufrió un sitio casi permanente, quedando desamparados y casi con seguridad en manos granadinas. Finalizada la guerra de Granada el castillo perdió todo su valor militar, comenzando el periodo de deterioro y ruina con el que ha llegado hasta nuestros días.

## Descripción
La localización geográfica del castillo de Jévar es fruto de una serie de factores determinantes en el desarrollo de su historia y economía. Podría tratarse de un recinto propiedad del Estado o el resultado de un conjunto de alquerías que formarían una densa red de fortificaciones rurales de época musulmana, a lo que parece corresponder. Debido a una estructura sociopolítica segmentada en comunidades relativamente autónomas y a las que tal vez pudiera pertenecer el castillo de Jévar, podría haber surgido como refugio o hábitat permanente de una comunidad rural.
Este tipo de fortificaciones surgen de o se vinculan con el Estado o con la comunidad campesina, depende de cada momento histórico y de cada territorio, sin que esta circunstancia permanezca invariable a lo largo del tiempo, utilizándose como defensa de los campesinos temporalmente o como hábitats permanentes. El castillo de Jévar más bien corresponde a un asentamiento estable fortificado de las comunidades campesinas en el espacio rural, como «hábitat estable» de población campesina. Resulta necesario conocer si se instalan en ellos para refugiarse de la depredación fiscal del Estado o, por el contrario, si estos nuevos poblados o territorios castrales se estructuran para favorecer el agrupamiento y la concentración campesina en el espacio agrícola con el fin de poder controlarlos mejor fiscalmente, dentro de un proceso de intervención de los grupos dominantes urbanos en los espacios rurales.
En cuanto a su ubicación, habría que mencionar que el cerro en el que está situado el castillo es de escasa elevación y que pertenece a un entorno realmente rural. Tal vez la población era el reflejo de una sociedad imbuida en un proceso tal en el que desde el siglo XI al XV llevó a la ciudad, centro del poder estatal, a ser un elemento en continuo desarrollo, en dialéctica con otras dos unidades del poblamiento, el castillo y la alquería, ambos en líneas generales, propios del poblamiento rural, siendo la fortificación bien propiedad y representación del Estado, bien propiedad de los campesinos que elevan sus propias fortificaciones. Esta situación aparece ya aludida por fuentes textuales desde el siglo X y desde luego es manifiesta en textos desde el XI en adelante y en la realidad material. Su función ha sido muy eficaz no sólo para progresar en su definición sino, además, en el de las estructuras sociales en que surge y se utiliza. De todos estos factores tanto geográficos como estratégicos o históricos se desprende que el castillo es, además, un sistema defensivo que tuvo gran importancia durante la invasión árabe, capaz de sintetizar así, su alto valor monumental e histórico.
En este tipo de castillos, en un principio y de forma muy generalizada, podría decirse que se comenzaba la edificación con una torre al lado de la cual se situaba un aljibe para asegurar la provisión de agua. En relación con esta torre se establecía un cerco con almenas o torres macizas dispuestas a espacios regulares y formando un primer recinto o alcázar. De este saldría otro recinto secundario en el cual se alojaría la servidumbre del castillo y, en caso de guerra, la población civil circundante (qasba). La muralla podría estar construida a dos niveles contiguos, siendo denominado el más bajo barbacana. El acceso se hacía por una puerta flanqueada por torres, a espacios proporcionales. Las puertas, en planta, podían ser de acceso directo o bien estar dispuestas en ángulo, como es la del castillo de Jévar, denominándose entonces «puerta de codo» (usada en época almohade), con la finalidad de romper el ímpetu de una carga de caballería. Todos estos castillos suelen tener por lo menos una puerta de acceso grande, ocasionalmente una pequeña y casi siempre un portillo adintelado para escapar en caso necesario, y en el centro un espacio grande, denominado plaza de armas.
El castillo de Jévar era una fortaleza de doble recinto irregular relativamente pequeña, bien construida con muros de mampostería muy regulares con aparejo bien dispuesto en hiladas de piedras calizas. La torre principal, maciza en su base, presenta comunicación con el adarve y debió tener una estancia en la parte superior.
La utilización de piedras ciclópeas en las zonas inferiores imprime gran robustez a la edificación. Estas piedras van disminuyendo de tamaño en los tramos superiores, observándose en los restos un enlucido blanquecino, perdido en gran parte. El mismo tipo de mampuesto lo vemos empleado en el antemuro de la torre, uno de cuyos lados presenta los muros en talud, justo aquel en que se abre un acceso al recinto. La utilización de esta forma de muros se justifica para facilitar su defensa. En los restos de muralla exterior observamos el mismo aparejo, si bien el rejuntado entre las piedras es menor abriendo huecos entre ellas más o menos grandes.